# Akito Kawamoto
Akito Kawamoto (河本 明人 Kawamoto Akito?, nacido el 1 de mayo de 1990 en Shiga) es un futbolista japonés que se desempeña como delantero.

## Trayectoria

### Clubes
| Club            | País  | Año         |
| --------------- | ----- | ----------- |
| Ventforet Kofu  | Japón | 2013 - 2017 |
| Tochigi SC      | Japón | 2015        |
| Tokyo United FC | Japón | 2018 - 2019 |
| Nankatsu SC     | Japón | 2020 -      |

## Estadística de carrera

### J. League
| Club           | Año   | J. League | J. League | Copa J. League | Copa J. League | Total | Total |
| Club           | Año   | Part.     | Goles     | Part.          | Goles          | Part. | Goles |
| -------------- | ----- | --------- | --------- | -------------- | -------------- | ----- | ----- |
| Ventforet Kofu | 2013  | 24        | 1         | 6              | 2              | 30    | 3     |
| Ventforet Kofu | 2014  | 16        | 0         | 4              | 1              | 20    | 1     |
| Tochigi SC     | 2015  | 24        | 6         | -              | -              | 24    | 6     |
| Ventforet Kofu | 2016  | 17        | 0         | 4              | 1              | 21    | 1     |
| Ventforet Kofu | 2017  | 15        | 1         | 6              | 2              | 21    | 3     |
| Total          | Total | 96        | 8         | 20             | 6              | 116   | 14    |